# Hysteropezizella pusilla
Hysteropezizella pusilla är en svampart som först beskrevs av Marie Anne Libert, och fick sitt nu gällande namn av John Axel Nannfeldt 1932. Enligt Catalogue of Life ingår Hysteropezizella pusilla i släktet Hysteropezizella, ordningen disksvampar, klassen Leotiomycetes, divisionen sporsäcksvampar och riket svampar, men enligt Dyntaxa är tillhörigheten istället släktet Hysteropezizella, familjen Dermateaceae, ordningen disksvampar, klassen Leotiomycetes, divisionen sporsäcksvampar och riket svampar. Arten är reproducerande i Sverige. Inga underarter finns listade i Catalogue of Life.